# خیابان ماکسول
خیابان ماکسول (به انگلیسی: Maxwell Street) یک خیابان و محله در ایالات متحده آمریکا است که در شیکاگو واقع شده‌است.